# 大藏省 (律令制)
大藏省（日语：／／ Ōkurasyō，指“大藏之司”）是從公元701年大宝律令颁布到1868年明治维新前一直存在、日本律令制度下的八省之一，主管国家财政。明治维新后，该名称继续作为主管国家财政的政府机构名称，直到2001年中央省廳再編解散大藏省为止，“大藏省”的名称前后沿用了1300年。
大藏省的唐名为大府、大府寺、天官。藤原仲麻吕在758年推动官名唐风改称时将大藏省的名称改为节部省。

## 概述

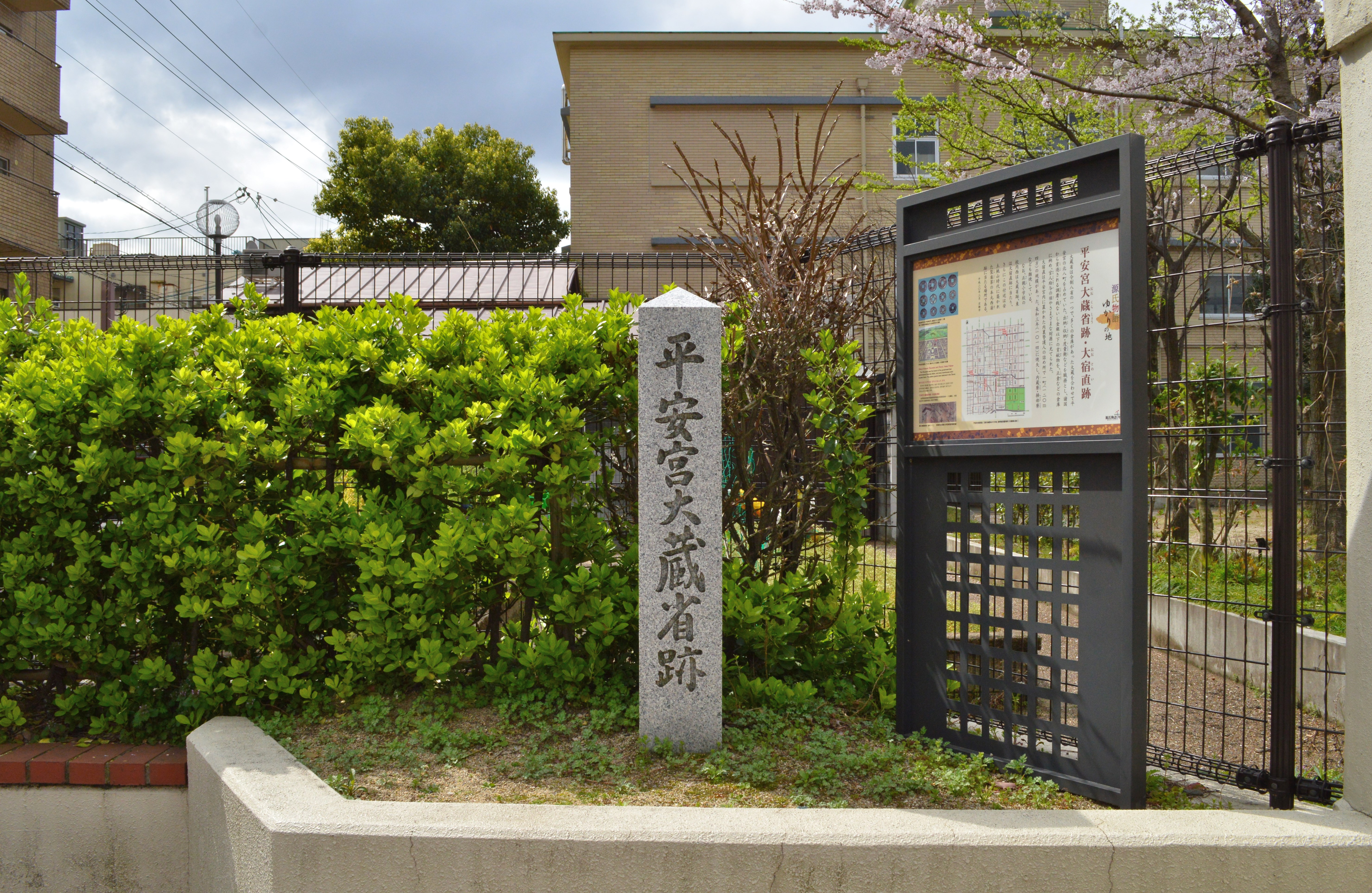
平安京大藏省跡碑，在今京都市上京区新桝屋町。

大藏省是太政官右辨官局所属官厅，处理与财政有关的事务，特别是会计事务。它的起源可以追溯到律令時代之前的三藏——大藏、內藏、斋藏之一的大藏。据《古語拾遺》记载，大藏是雄略天皇时在內藏、斋藏之外增设，负责处理各国向大和王权进贡的贡物，相当于大和王权的国库，由秦氏负责出納、漢氏（东汉氏、西汉氏）负责会计，雄略天皇还曾命令蘇我氏的苏我满智視察三藏。
律令颁布后，大藏省负责管辖国库，主管朝廷的钱币、金银、調物、贡物的出納、储存，以及规定度量衡和平衡物价等。不过，最重要的税收收取归民部省管辖，因此其作为国家财政机构的重要性并不是很高，反而是在管理国家财产和官办作坊方面较具重要性。不过随着8~9世紀中務省內匠寮的设立與扩张，大藏省管理官办作坊的职责被接管，并被迫进行重大重组，原本下辖五个司，仅剩一个織部司，大藏省主要职责仅剩管理国家财产。平安时代，大藏省设立了率分堂来管理税收运用。
大藏省与其他省相同设有四等官--卿、辅、丞、录，大藏省長官大藏卿是官职正四位下的官员，但常常由從三位以上的公卿兼任。在负责大藏省实际事务的的判官--大藏大丞、大藏少丞中，有很多人因职务而获得经济利益，其中许多人甚至因为自己的功劳而被授予“從五位下”的爵位，被授予爵位的大藏省大丞、少丞被称为“大藏大夫 ”。
律令制度下的大藏省一直延续到明治维新前，1868年明治维新时一度废除，不过明治维新后，大藏省在1869年重新設立，最初职责与律令时代相似，明治维新后的第一任大藏卿更是于1864年（元治元年）被任命为大藏大辅的松平春嶽。直到之后民部省於1871年併入大藏省，大藏省才成为现代化的财政机关。

## 职员
- 四等官
  - 卿（正四位下相当　唐名:大府卿、藏部尚書）…一人
  - 大輔・权大輔（日语：権官）（正五位下相当　唐名:大府少卿）…各一人
  - 少輔・权少輔（從五位下相当　唐名:大府侍郎）…各一人
  - 丞…（唐名:大府丞、大府郎中）
    - 大丞…（正六位下相当）二人
    - 少丞…（從六位上相当）二人

  - 录…（唐名:大府录事、大府主簿）
    - 大录…（正七位上相当）二人
    - 少录…（正八位上相当）二人
- （下級事務職員）
  - 史生（日语：史生）六人
  - 省掌…二人
  - 使部…六十人
  - 直丁 …四人
  - 駈使丁…六人
  - 主鑰
管理倉庫钥匙的官员
    - 大主鑰…（從六位下相当）二人
    - 大主鑰…（從七位下相当）二人

  - 价长（日语：価長）…四人
調查物价的伴部。
  - 藏部…六十人
　管理出納的伴部。
  - 典革…（正八位上相当）一人
監督革製品染色，下轄伴部与品部（日语：品部）--狛部・狛戶，大同元年（806年）移管至内藏寮
    - 狛部…六人
负责革製品染色的伴部。
    - 狛户
负责革製品染色的品部。

  - 典履…（正八位上相当）二人
監督官员使用的革製品製造，天皇用的革製品由内藏寮的典履监督。大同元年（806年）移管至内藏寮。
    - 百济手部…十人
製造革製品的伴部。
    - 百济户
製造革製品的品部。

## 大藏省下属官廳
- 織部司（日语：織部司）
- 縫部司：并入中務省縫殿寮
- 漆部司（日语：漆部司）：并入中務省內匠寮
- 掃部司：并入宫内省掃部寮（日语：掃部寮）
- 典铸司（日语：典鋳司）：并入中務省內匠寮